# Muzyczna Jedynka
Muzyczna Jedynka – popularny w latach 90. XX w. program muzyczny, emitowany w latach 1993–1997 na antenie TVP1. Gospodarzem programu był Artur Orzech. Emisja odbywała się co tydzień w soboty i trwała 30 minut. W tym czasie losowano nagrody dla głosujących (nowe płyty lub sprzęt RTV), przeprowadzano wywiad z piosenkarzami (piosenkarkami) i emitowano fragmenty nowych teledysków gwiazd. W tygodniu pokazywano skróty teledysków w ramach "Gorącej 10" programu. Początkowo też tworzono gale na zakończenie sezonu z udziałem artystów występujących w programie. Jednym z współpracowników Muzycznej Jedynki był Marek Wiernik oraz Bolesław Pawica - autor wielu teledysków zrealizowanych specjalnie dla programu.
W 2002 na 50-lecie TVP została wydana płyta CD 50 lat TVP - Muzyczna Jedynka.

## Kultura
Program wystąpił w negatywnej roli w piosence Kazika 12 groszy:

Wpierw "Dezerter", potem radio, "Muzyczna Jedynka"
Kto się tam pokazuje, tego ja nie szanuję

i w utworze "Ty sobie możesz" O.S.T.R.

Nieważne jak, co, gdzie i z kim ty

Dziwki, alfy, gin i drogie aktorki za tanie drinki

Wiesz, to coś jak burdel tylko musisz być kimś

W rodzaju pajaca z muzycznej Jedynki

## W Polskim Radiu
Nazwę "Muzyczna Jedynka" nosi też program w Radiowej Jedynce nadawany obecnie od poniedziałku do piątku od 13:00 do 15:00.